# Церква Святого Георгія (Тбілісі)
Церква Святого Георгія (груз. კლდისუბნის წმ. გიორგის ეკლესია, вірм. Կլդիսուբանի Սուրբ Գեւորգ եկեղեցի) - церква в одному з найстаріших районів Тбілісі Квемо Кала. До 1991 року належала Вірменській апостольській церкві, а з 1991 р. передана Грузинській православній. З північного - східного боку до церкви з вулиці Гомі піднімаються кам'яні сходи.

## Історія
Церква Святого Георгія в Клдісубані була побудована на скелястому узгір'ї, де до її будівлі знаходився побудований в 1600 році собор. Сучасна будівля була створена на кошти Петроса Зохрабяна та його дружини Лаліт. А в XIX столітті храм капітально відремонтували, також побудувавши дзвіницю і купол. На цю реставрацію вказують вбудовані в камінь шари цегли. У даний же період на фасадах храму були викладені цеглою хрест і ряд ромбів.
В 1735 р., на карті царевича Вахушті, у західній частині церкви, біля входу стояла дзвіниця. На початку XX століття до північного фасаду церкви незаконно були прибудовані житлові будівлі, а в комуністичний період в самій церкві були розташовані лялькова і лакувальна майстерні, пізніше в Церкві був розташований також голуб’ятник. Стараннями Грузинської православної Церкви Церква Святого Георгія в Клдісубані була оновлена і заново освячена 23 листопада 1991 р. З 2002 року в церкві проходять реставраційні роботи. Церква була укріплена, очищена, був відновлений сад.

## Світлини

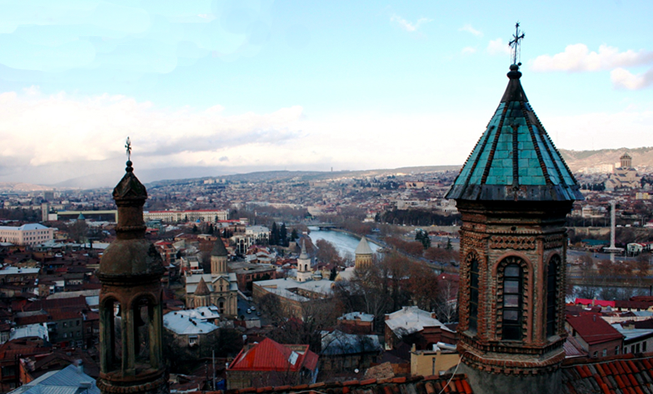
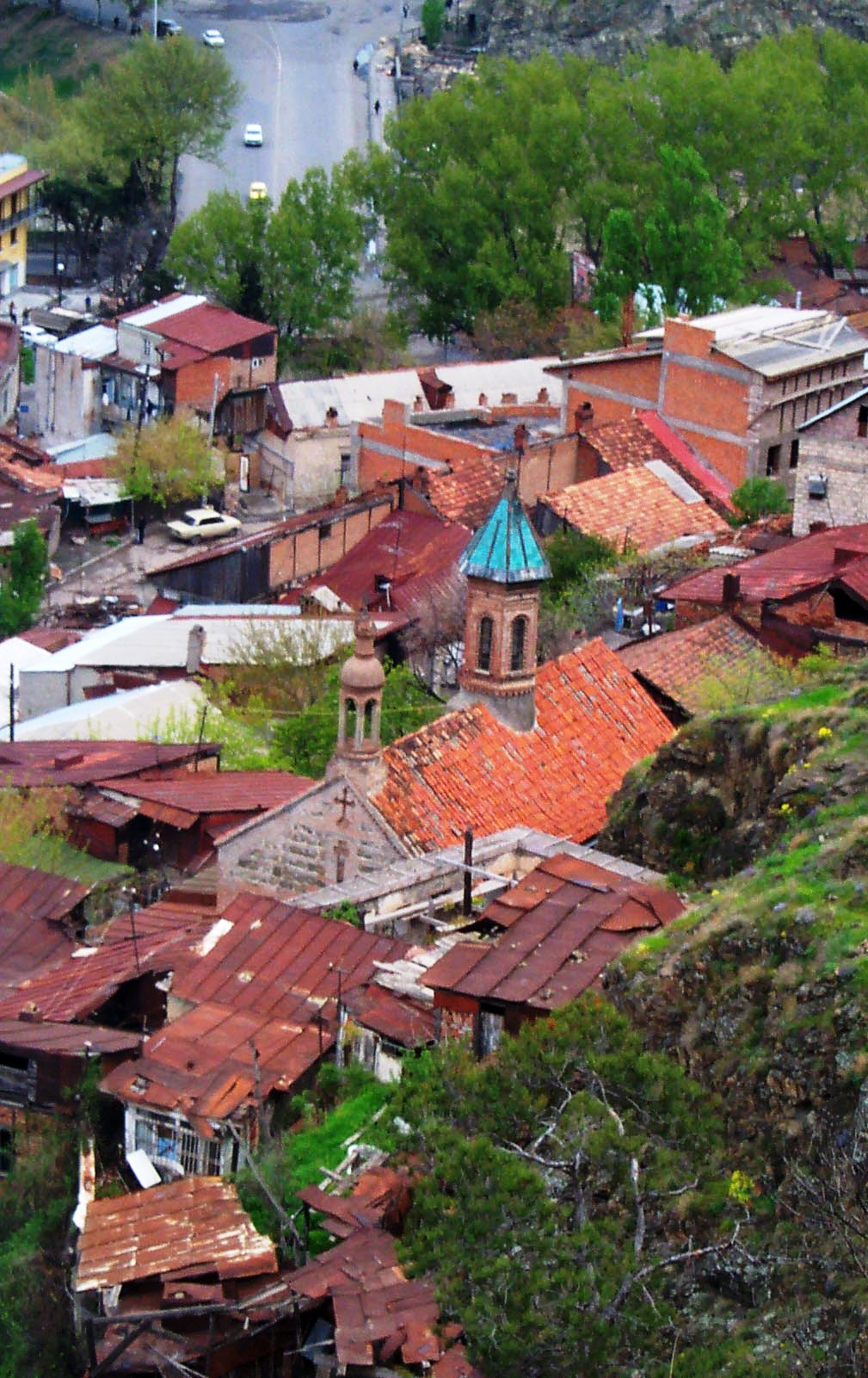
Вид на церкву Св. Георгія з цитаделі
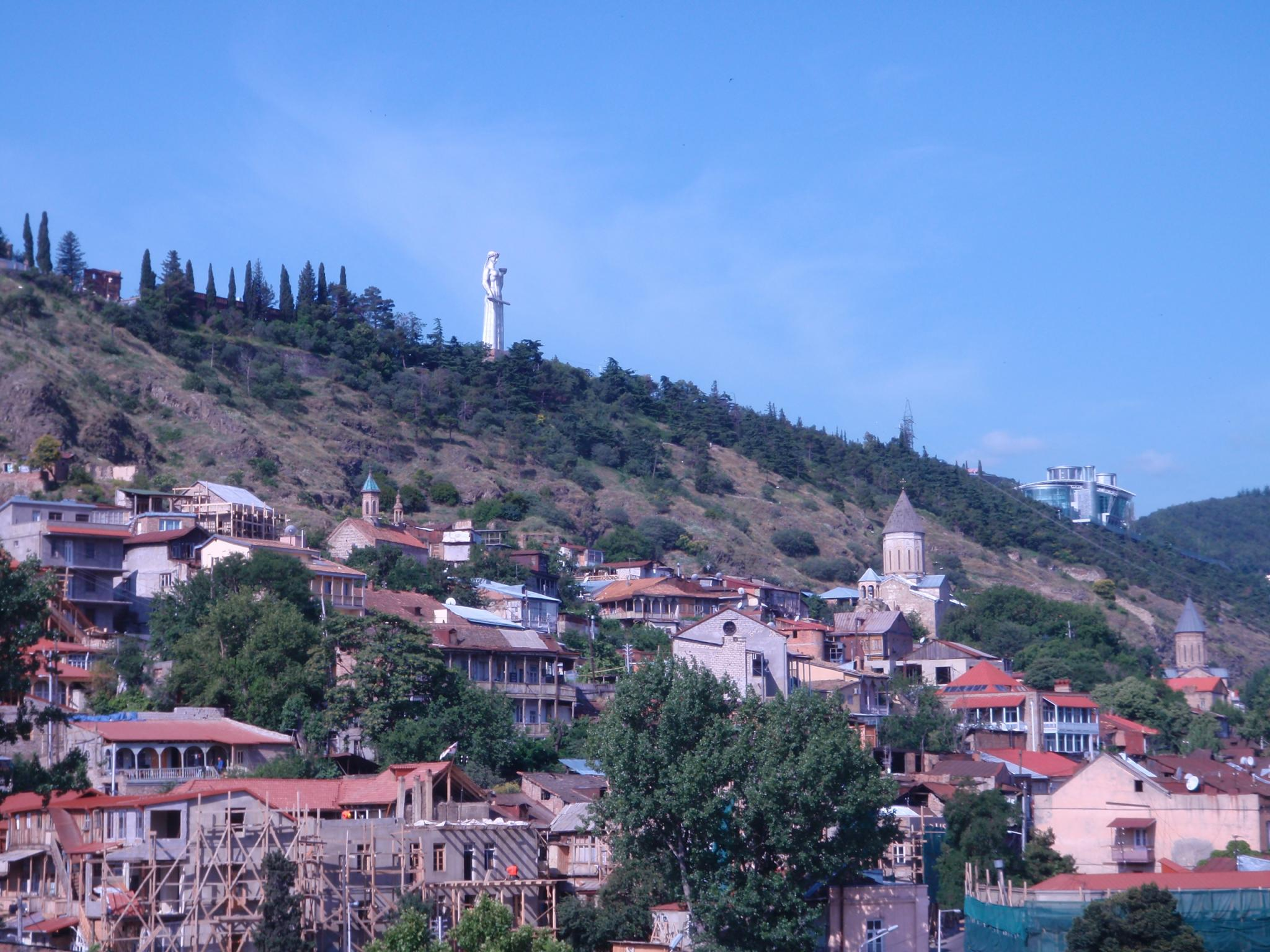
Вид на церкву Св. Георгія і дві інші церкви Старого Тбілісі